# Nowsūd
Nowsūd (persiska: نوسود) är en ort i Iran.   Den ligger i provinsen Kermanshah, i den nordvästra delen av landet, 500 km väster om huvudstaden Teheran. Nowsūd ligger 1 331 meter över havet och antalet invånare är 1 562.
Terrängen runt Nowsūd är bergig åt nordost, men åt sydväst är den kuperad. Terrängen runt Nowsūd sluttar söderut. Runt Nowsūd är det ganska glesbefolkat, med 34 invånare per kvadratkilometer. Närmaste större samhälle är Pāveh, 19,8 km sydost om Nowsūd. Trakten runt Nowsūd består i huvudsak av gräsmarker.